# Brantôme
Brantôme (okzitanisch Brantòsme) ist eine Ortschaft und eine ehemalige französische Gemeinde mit 2.088 Einwohnern (Stand: 1. Januar 2022) im Norden des Départements Dordogne in der Region Nouvelle-Aquitaine. Sie gehörte zum Arrondissement Périgueux und war Hauptort (chef-lieu) des Kanton Brantôme. Die Einwohner werden als Brantômais bzw. Brantômaises bezeichnet.

## Etymologie
Der Ursprung des Ortsnamens Brantôme, okzitanisch Brantòsme, liegt ziemlich im Dunkeln. Angeblich soll eine sagenumrankte Persönlichkeit namens Brantho der Stumme Pate gestanden haben.

## Geographie

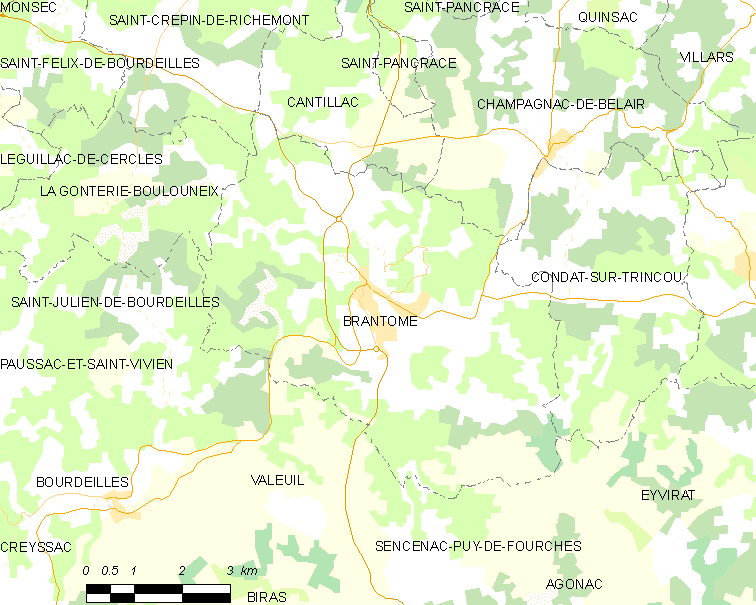
Lagekarte von Brantôme

Die Stadt liegt 21 Kilometer nordnordwestlich von Périgueux und 18 Kilometer südlich von Nontron. Der historische Stadtkern befindet sich auf einer nahezu runden Insel von 300 Meter Durchmesser inmitten der Dronne, weswegen Brantôme auch als Venedig des Périgords bezeichnet wird.
Brantôme wird von folgenden Nachbargemeinden umgeben:
| Saint-Crépin-de-Richemont, La Gonterie-Boulouneix (beide sind Commune déléguée innerhalb von Brantôme en Périgord) | Cantillac (Commune déléguée innerhalb von Brantôme en Périgord)                | Champagnac-de-Belair                                          |
| Bourdeilles, Saint-Julien-de-Bourdeilles (letztere ist Commune déléguée innerhalb von Brantôme en Périgord)        | Kompassrose, die auf Nachbargemeinden zeigt                                    | Condat-sur-Trincou                                            |
| Valeuil (Commune déléguée innerhalb von Brantôme en Périgord)                                                      | Sencenac-Puy-de-Fourches (Commune déléguée innerhalb von Brantôme en Périgord) | Eyvirat (Commune déléguée innerhalb von Brantôme en Périgord) |

Brantôme besteht neben dem Ortskern aus folgenden Geländepunkten, Weilern, Gehöften und Mühlen:
Bas Doumen, Bas Gourdouchez, Blanchou, Bois de Nadieu, Bois de Nadieu, Bost Levé, Bostsempey, Chaboussier, Chambarot, Chambon, Chez Blanchou, Chez Fricassée, Chez Ravaille, Clos-Bois, Clos de Meygnot, Clos du Prieur, Combe Curade, Combe de Fougère, Croix de Beaupuy, Faye, Faye, Fosses, Grande Vigne, Grassaval(les), Haut Doumen, Haut Gourdoule,  Incombas, l'Alizier, La Bouchette, La Claperie, La Côte, La Coupelle, La Pépide, La Pouge, La Roque, Laforest, Laforesterie, Lamourier, Landrivie, Larat, Le Chachas, Le Cérijol, Le Chatenet, Le Cussou (Ruinen), Le Grand Bost, Le Hazard, Le Mas, Le Moulin de Lafon, Le Moulin de Lombraud, Le Moulin de Thermes, Le Mounet, Le Petit Puy-Laurent, Le Pic, Le Puy Fournier, Le Roc Blanc, Le Roussat,  Le Sautereau, Le Terme Rouge, Le Tourteloux, Le Tout Blanc, Le Vignaud, Les Balans, Les Barrières, Les Bouchardies, Les Catalots, Les Clauds, Les Combeaux, Les Combes, Les Courrières, Les Gourdoux, Les Grandes Pièces, Les Grands Thèves, Les Habrands, Les Jarrisses, Les Martres, Les Nadauds, Les Rebières, Les Reclus, Les Roches, Lombraud, Montagrier, Montégrier, Moulin de Grenier, Pauvre Terre, Peyrelevade, Puy-Foucaud, Puy-Gombert, Puy-Henry, Puy-Laurent, Puy-Loubet, Puy-Marteau, Puyclaud, Puyjoubert, Puynadal, Rechignac, Saint-Pardoux-de-Feix, Subreroches, Thermes, Vigneras und Vigonac.
Der topographisch tiefstgelegene Punkt mit 94 Metern über dem Meer liegt im Südwesten bei Les Rebières an der Dronne, die hier das Gemeindegebiet verlässt. Zwei höchstgelegene Punkte mit je 208 Meter Meerhöhe befinden sich an der Südostecke beim Weiler Le Grand Claud (der nördliche grenzt an bereits Eyvirat, der etwas weiter südlich gelegene an Sencenac-Puy-de-Fourches.). Die maximale Höhendifferenz beträgt somit 114 Meter, mit einer durchschnittlichen Meerhöhe von 151 Meter. Das Rathaus in der Stadt nimmt eine Höhe von 106 Meter ein.

### Verkehrsanbindung
Die Gemeinde Brantôme ist ein Verkehrsknotenpunkt: durch sie führen die ziemlich stark befahrene D 939 von Périgueux nach Angoulême und die D 78 von Ribérac nach Thiviers; ferner zweigt von hier die D 675 nach Nontron ab.

## Hydrographie

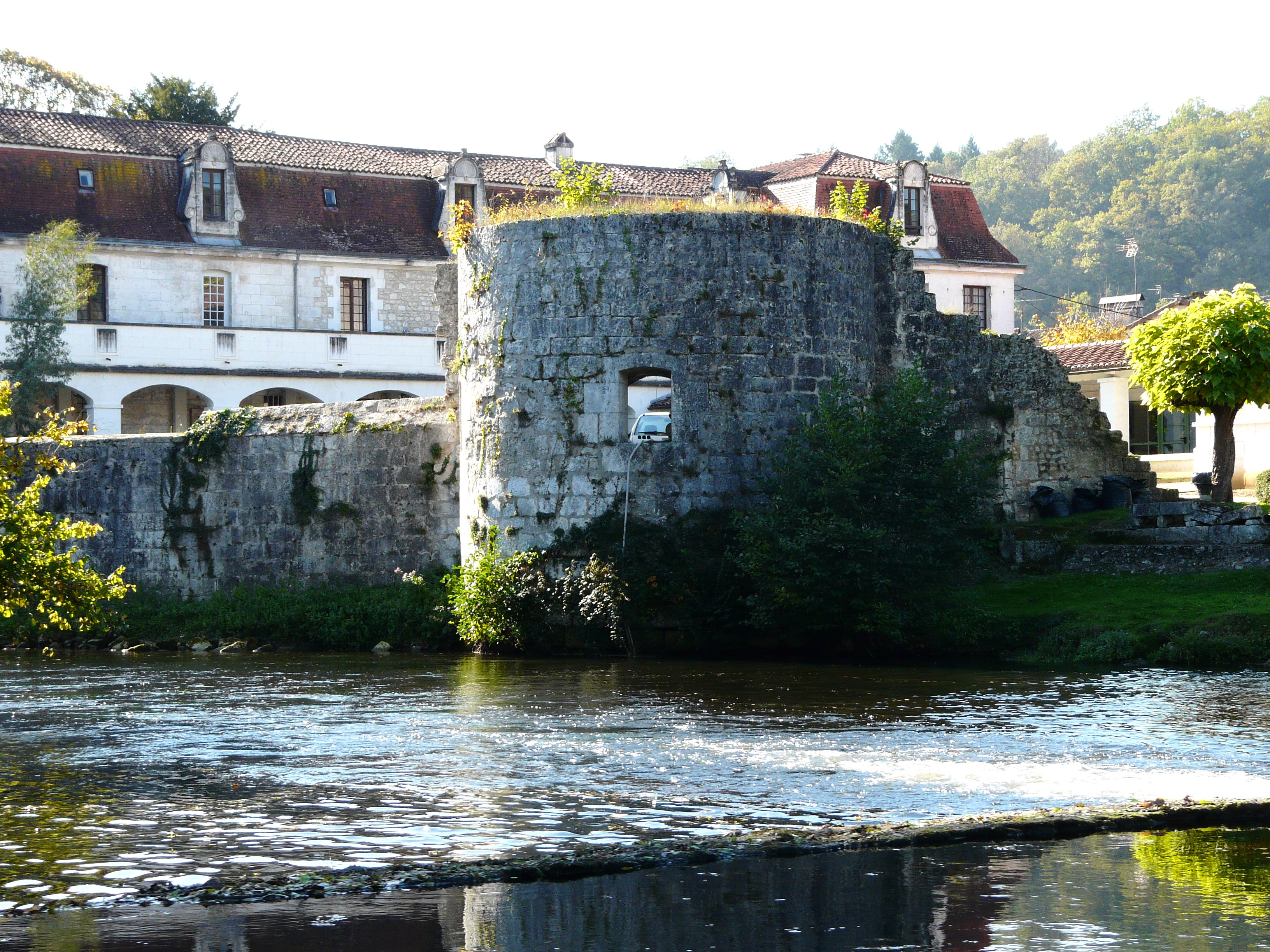
Der künstlich angelegte linke Abzweig der Dronne vor den Überresten der einstigen Stadtmauer, dahinter das Altenheim

Brantôme wird in Nordost-Südwest-Richtung von der Dronne durchflossen, dem rechten Hauptnebenfluss der Isle. In die Dronne mündet bei Moulin de Thermes die Côle als linker Nebenfluss und bildet hier die Nordostgrenze zu Condat-sur-Trincou. An der Nordwestecke des Gemeindegebietes wird bei Puy-Henry noch der Belaygue erreicht, ein linker Nebenfluss des Boulous.
Rechte Seitenarme der Dronne sind vor allem der in Süd-Richtung fließende Libourny, der südlich von Genebrière in der Gemeinde Champagnac-de Belair entspringt und dann kurz vor dem Stadtkern mündet. Flussabwärts vom Stadtkern folgen dann rechtsseitig noch 5 kleinere Trockentäler. Auch linksseitig besteht eine ganze Reihe von Trockentälern. Das letzte und größte unter ihnen mündet bei Les Rebières in die Dronne. Es verläuft in etwa Ost-West und drainiert den gesamten Südosten des Gemeindegebietes. Sein stark verästelter linker Seitenarm reicht bis zu den Höhenlagen um Puy-de-Fourches. All diese Trockentäler führen nur bei Starkregen oder Überschwemmungen Wasser, einige Unterläufe in Dronne-Nähe unterthalten jedoch kleine Bäche und Weiher.
Die Insellage des Stadtkerns von Brantôme im Mäander der Dronne ist künstlich und wurde zu Verteidigungszwecken durch einen neu angelegten linken Abzweig geschaffen.
Die Gemeinde gehört zum Flusssystem Isle-Dronne.

## Geologie

Geologische Karte der Großgemeinde Brantôme en Périgord, Brantôme nimmt den Zentralteil ein

Brantôme liegt vollständig auf flachliegenden Sedimenten des nördlichen Aquitanischen Beckens.
Kurz vor Brantôme macht die Dronne, ursprünglich aus nordnordöstlicher Richtung kommend und nach einem anschließenden westnordwestlichem Schwenk, eine Richtungsänderung nach Süden und beginnt in langgezogenen Schleifen ein sehr flaches, in Südost-Nordwestrichtung streichendes Synklinal, bestehend aus Kalken der Oberkreide, zu durchqueren. Der Schichtverband gehört zur Gout-Rossignol-Léguillac-Synklinale, dem zweiten Synklinalzug des Beckenrandes.
Die Schichten stammen aus dem Turonium und dem Coniacium. Das Turonium, hier örtlich als Angoumien bezeichnet, ist relativ verwitterungsresistent und bildet landschaftsbestimmende Steilwände und Überhänge – beliebt bei örtlichen Kletterern. Das Turonium ist ein sehr reiner Fossilkalk durchsetzt von Rudisten – ein geschätzter Baustein, der relativ leicht in kleineren Vortrieben aus den Steilwänden herausgesägt werden kann. Die Umgebung von Brantôme weist unzählige solcher ehemaligen Brüche auf, jetzt sind aber nur noch sehr wenige in Betrieb.
Älteste aufgeschlossene Formation ist die Angoulême-Formation mit dem Unteren Angoumien – bestehend aus resistenten Rudistenkalken (Formation c3b). Darüber folgt das Obere Angoumien (Formation c3c), ebenfalls reich an Rudisten. Diese beiden Formationen säumen beidseitig das Tal der Dronne, wobei die Angoulême-Formation meist Steilwände bildet. Auf das Obere Angoumien legt sich das Coniacium – sehr harte Fossilkalke, sandige Kalke und Austernkalke (Formation c4). Über dem Coniacium wird im Nordwesten auch noch Unteres Santonium (Formation c5a) angetroffen – graue, plattige, glaukonithaltige Kalke beispielsweise bei La Bouchette und Puy-Henry. Im Südosten südlich von L'Alizier steht ebenfalls Unteres Santonium an.
Die Oberkreidesedimente werden sodann stellenweise von pleistozänem Kolluvium verdeckt, zum Großteil Flussschotter – Formationen AC bzw. ACS und ACF. Die Formation AC erscheint beispielsweise im Nordwesten um Puy-Loubet, aber auch im Nordosten bei Bois de Nadieu sowie im Osten nördlich von Puyjoubert. Zwei kleinere Vorkommen finden sich bei Le Mas im Süden sowie unmittelbar an der Südostecke. Die Formation ACF ist zwischen Landrivie und Laforesterie zu sehen. Bei Laforesterie sind auch noch kleine Reste von pliozänem bis altpleistozänem Plateaualluvium erhalten (Formation Fs).
Im Tal der Dronne wurden mehrere pleistozäne Terrassenniveaus zurückgelassen. Die Terrassen lassen sich in 3 Niveaus unterteilen:
- Hochterrassen – Formationen Ft2 und Fu
- Mittelterrassen – Formationen Fv1 und Fv2
- Niederterrassen – Formationen Fw1 und Fx

Die Hochterrassen sind altpleistozänen Alters, wahrscheinlich günzzeitlich und befinden sich auf 65 Meter über dem jetzigen Flussniveau der Dronne. Die Formation Ft2 liegt südlich von Lamourier auf Coniacium. Die Formation Fu wird direkt westlich oberhalb des Ortskerns angetroffen und lagert ebenfalls auf Coniacium. Die Mittelterrassen stammen aus der Mindel-Kaltzeit und nehmen eine Höhe von 40 bis 30 Meter über Flussniveau ein. Die Formation Fv1 kommt bei Vigneras auf Coniacium zu liegen, die Formation Fv2 (bzw. Fwa) östlich von Peyrelevade und südlich von Thermes bedeckt Coniacium und Oberes Angoumien. Die Niederterrassen sind rißzeitlich, ein sehr niedriges Niveau jedoch würmzeitlich. Die rißzeitlichen Terrassen (Fw1 bzw. Fwb) liegen 20 bis 10 Meter über dem aktuellen Niveau und finden sich nordwestlich von Fosses auf der rechten Dronneseite und südlich von Chambon auf der linken Seite. Das würmzeitliche Niveau (Fx) erreicht nur noch wenige Meter über Dronne-Niveau. Zu sehen ist es rechtsseitig bei Fosses, bei Vigonac und südlich von La Côte – linksseitig bei Les Habrands, südlich des Stadtkerns bis Vigonac und erneut westlich von Chambon. Es bedeckt in der Regel Oberes Angoumien.
Die bereits angeführten Trockentäler wurden während der Würm-Kaltzeit von Hangschutt aus Kalk (Formation GP) oder von durchmischten kolluvialen Sedimenten (Formation CF-c) verfüllt. Ferner erscheint eine würmzeitliche Hangrutschung im Kolluvium nördlich von Vigneras. Als Karstphänomen ist eine Doline erwähnenswert, welche im Coniacium südlich der Coopérative Agricole zu beobachten ist.
Der jetzige Flusslauf kommt in holozänem Alluvium zu liegen (Formation K bzw. Fz).
Das generelle regionale Einfallen der Oberkreidesedimente variiert zwischen 5 und 10° nach Südwest. Bedingt durch die Tatsache, dass Ausläufer der mit der Mareuil-Antiklinale assoziierten Mareuil-Störung nach Brantôme hereinziehen, können örtliche Einfallswerte hiervon Abweichungen zeigen. Es sind kleinere Störungen auskartiert, so beispielsweise eine steilstehende, Südost-streichende Störung südlich des Stadtrandes. Sie zieht von Le Chatenet durch das Trockental bei Les Tourteloux bis östlich von Montégrier. Horizontale Harnischstriemungen lassen erkennen, dass es sich hierbei um eine Seitenverschiebung handelt. Ferner zieht ein Südsüdost-streichender Bruch bei Vigonac und Le Tout Blanc vorbei. Ein weiterer Bruch folgt dem linksseitigen Trockental südlich von Puyjoubert in Ostsüdost-Richtung.

## Ökologie

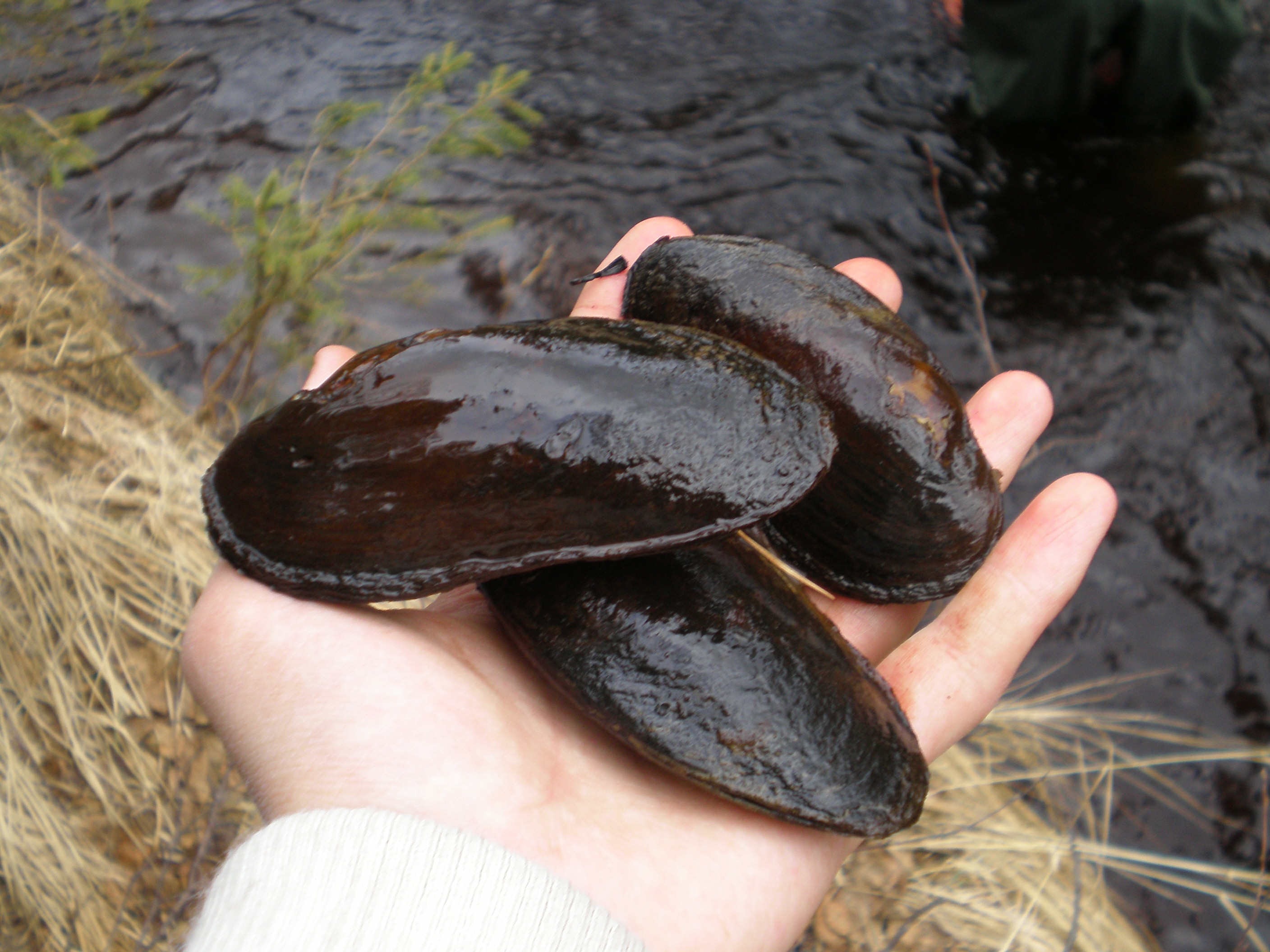
Flussperlmuschel (Margaritifera margaritifera)

### Naturpark
Das Gemeindegebiet von Brantôme ist zwar kein integraler Bestandteil des Regionalen Naturparks Périgord-Limousin, Brantôme stellt aber einen der Hauptzugangsorte zum Naturpark dar.

### Schutzgebiete
Unterhalb der Brücke der alten D 939 über die Dronne in Brantôme befinden sich drei Arten von Schutzgebieten. Die Dronne gilt als einer der schönsten Flüsse Frankreichs mit Flussperlmuscheln.

#### Schutzgebiet des Typus 2
Unter dem Titel Vallée de la Dronne de Lisle à Brantôme (Tal der Dronne von Lisle bis Brantôme) fungiert ein Schutzgebiet des Typus 2 (Französisch ZNIEFF – zone naturelle d’interêt écologique, faunistique et floristique des Typus 2). Dieses Schutzgebiet besteht hauptsächlich aus Wäldern, Wiesen und den Kalkwänden entlang der Dronne. Es handelt sich hier um Feuchtigkeitsstandorte an Mäanderschleifen, bei denen Licht- mit Schattenzonen sowie Steilhänge mit ebenen Lagen einander abwechseln. Dies ermöglicht eine abwechslungsreiche Reihe von Biotopen mit Standorten für sowohl mediterrane Floren als auch für Pflanzen der Bergstufe.

#### FFH-Gebiet
Unter dem Titel Vallée de la Dronne de Brantôme à sa confluence avec l'Isle (Tal der Dronne von Brantôme bis zur Mündung in den Isle) besteht im Tal der Dronne ein FFH-Gebiet. Die Dronne durchquert hierin vor allem Feuchtwiesen, aber auch Ackerland mit dazwischenliegenden sumpfigen Niederungen. Mehrere bedrohte Fischarten werden hier angetroffen, ferner der Dohlenkrebs (Austropotamobius pallipes) und der Europäische Nerz (Mustela lutreola).

#### Gebiete landschaftlichen Interesses
Stromabwärts vom Weiler Vigonac liegt im Tal der Dronne ein Gebiet, das wegen seines landschaftlichen Interesses unter Schutz steht. Hierbei sind 383 Hektar klassifiziert und 571 Hektar teilweise eingeschrieben.
Klassifiziert ist auch seit 1932 ein unmittelbar nordwestlich des Ortskerns gelegenes Gebiet, das 4 Hektar umfasst. Dieser Bois de la Garenne liegt oberhalb der Mäanderschleife der Dronne, über der Abtei Saint-Pierre und den ersten künstlich angelegten Höhlenbehausungen.

## Vorgeschichte
Im Dronnetal bei Brantôme und in mehreren Seitentälern befinden sich zahlreiche Abris (Felsüberhänge) in den Steilwänden, die bereits während des Neolithikums und teilweise schon weit früher als Siedlungsplätze genutzt wurden. Abris im Seitental von Les Rebières wurden beispielsweise schon im Moustérien (Mittelpaläolithikum) von Neandertalern bewohnt. Es sind außerdem mittlerweile Siedlungsplätze im Freien aus dem Mittel- und Jungpaläolithikum bekannt geworden.
Ein Überbleibsel der Megalithkultur ist das Dolmen von Peyrelevade an der Straße nach Thiviers.
Siehe auch: La Madeleine

## Geschichte

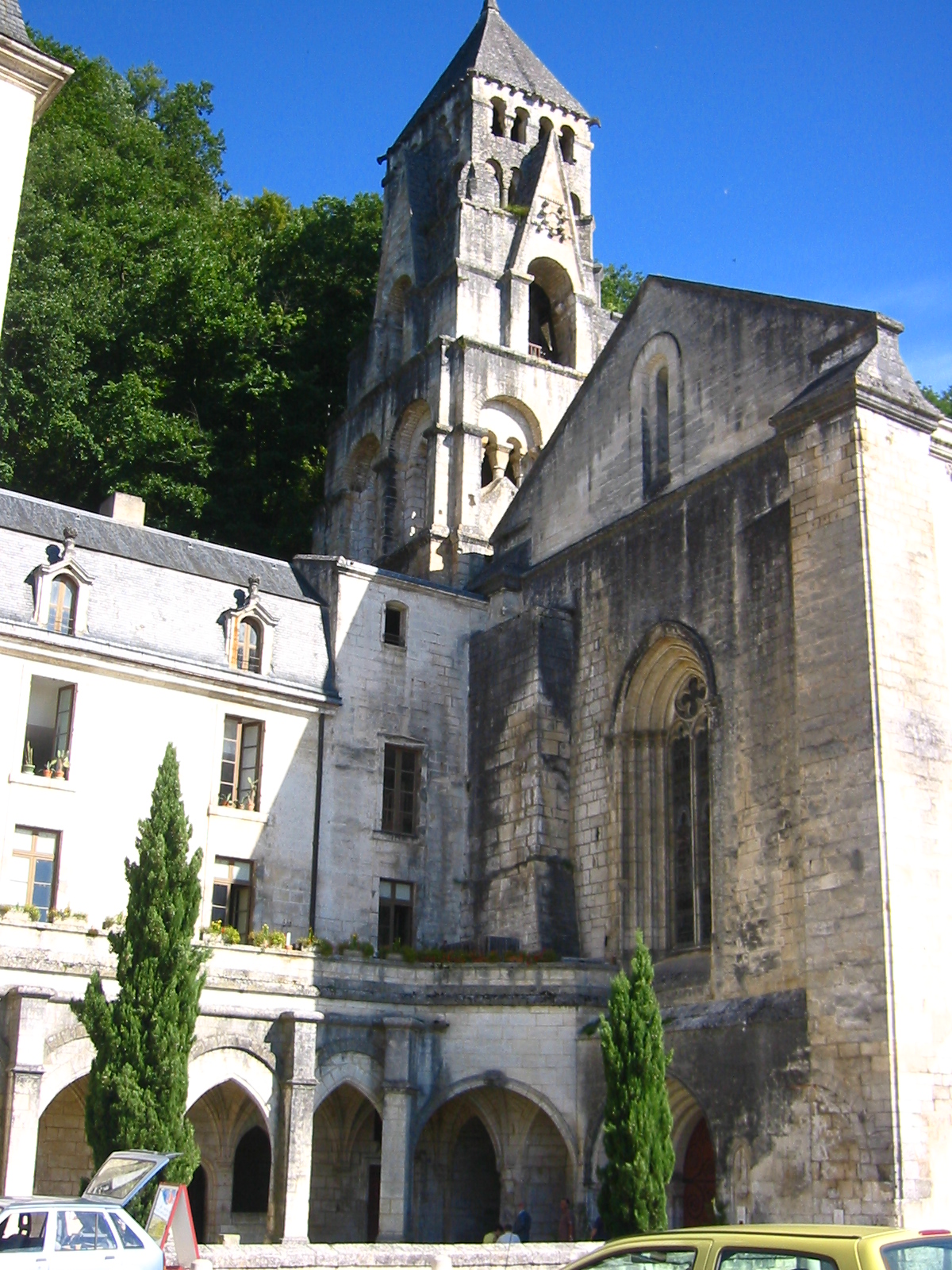
Abtei Saint-Pierre de Brantôme mit romanischem Kirchturm

Die Stadt entwickelte sich auf der gegenüberliegenden Seite der Benediktinerabtei Saint-Pierre de Brantôme, die im Jahr 769 von Karl dem Großen unmittelbar an einer Steilwand gegründet worden war. In der Abtei wurden damals die Reliquien des hl. Sicarius aufbewahrt, weswegen sie von vielen Pilgern aufgesucht wurde. Die Siedlung blühte deshalb schnell auf. Im 9. Jahrhundert schufen die Mönche die heutige Insel, indem sie die Flussschleife mit einem Durchstich abkürzten. Die Abtei wurde in den Jahren 848 (oder 849) und 859 von Wikingern (bzw. Normannen) zerstört, die von der Dordogne und dem Isle aus die Dronne heraufgezogen waren. Die Abtei wurde 1075 wieder aufgebaut, während des Hundertjährigen Kriegs erneut zerstört und nach dem Ende des Krieges in den Jahren 1465 und 1480 wiederhergestellt. Der Kirchturm der Abteikirche aus dem 11. Jahrhundert gilt als einer der ältesten romanischen Kirchtürme im ehemaligen Limousin; an seiner Basis finden sich merowingische Mauerreste. Die Abteikirche Saint-Pierre selbst geht auf das 12. und 13. Jahrhundert zurück.
Die Abtei entging 1569, während der Hugenottenkriege, zweimal knapp der Zerstörung durch Hugenottentruppen unter Gaspard de Coligny. Pierre de Bourdeille konnte dies in Verhandlungen abwenden.
Während der Französischen Revolution wurde die Abtei als Nationalgut säkularisiert. Die letzten sieben Mönche wurden abgefunden; die umfangreiche Bibliothek wurde aufgelöst und ihre Werke wurden zerstreut.
Brantôme war im Mittelalter Etappenort an der Via Lemovicensis, einem der vier historischen „Wege der Jakobspilger in Frankreich“.
Zum 1. Januar 2016 wurde Brantôme mit der Nachbargemeinde Saint-Julien-de-Bourdeilles mit dem Status einer Commune déléguée zur Commune nouvelle Brantôme en Périgord zusammengeschlossen.
Zum 1. Januar 2019 wurde Brantôme en Périgord als Commune nouvelle aufgelöst und fortan unter der neu gegründeten, gleichnamigen Commune nouvelle Brantôme en Périgord mit weiteren Gemeinden als Commune déléguée geführt. Brantôme verlor dabei den Status einer Commune déléguée.

## Bevölkerungsentwicklung
| Jahr | Einwohner |  |
| 1962 | 1966      |  |
| 1968 | 1991      |  |
| 1975 | 2026      |  |
| 1982 | 2101      |  |
| 1990 | 2080      |  |
| 1999 | 2043      |  |
| 2006 | 2112      |  |
| 2007 | 2122      |  |
| 2012 | 2181      |  |
| 2015 | 2156      |  |
| 2016 | 2125      |  |

Quelle: INSEE
Die Höchstzahl seiner Einwohnerzahl hatte Brantôme im Jahr 1846 mit 2832 Einwohnern, der Tiefstand in den letzten beiden Jahrhunderten war 1962 mit 1966 Einwohnern. Seitdem erfolgte unter einem leichten Rückgang um 1999 ein erneuter Anstieg.

## Bürgermeister
Bürgermeister in Brantôme ist seit März 2008 die ursprünglich parteilose, jetzt der Divers droite angehörende Rechtsanwältin Monique Ratinaud. Sie ist seit Januar 2016 delegierte Bürgermeisterin und wurde in dieser Funktion im Mai 2020 wiedergewählt.

## Regelmäßige Veranstaltungen
- Im Rahmen des Festival Sinfonia en Périgord finden an den letzten beiden Sonntagen im August Konzerte der Barockmusik in der Abtei statt.
- In der Hauptsaison im Juli/August werden auf der Dronne regelmäßig Fischerstechen ausgetragen.

### Wochenmärkte
Jeden Freitagvormittag findet in Brantôme ein regional bedeutender Wochenmarkt statt.
Im Juli bis August findet zusätzlich jeden Dienstagmorgen ein Markt mit den Erzeugnissen aus der ortsansässigen Landwirtschaft statt.

### Sehenswürdigkeiten
- neolithischer Dolmen Peyrelevade
- Höhle Jugement Dernier in der Steilwand hinter der Abtei
- Kirche Notre-Dame, 16. und 19. Jahrhundert
- Kirche Saint-Pardoux-de-Feix mit romanischem Kirchturm, 12. Jahrhundert
- Museum Fernand Desmoulin
- Cluzeau Chambrebrune[5]
- Parkanlage des Jardin des Moines aus der Renaissance
- Pont Coudé, rechtwinklig geknickter Brückenverlauf über die Dronne aus dem 16. Jahrhundert, mit Renaissancepavillon
- Rue de la Boétie mit seltenem Kamin aus dem 13. Jahrhundert
- Rue Joussen mit Häusern aus der Gotik und der Renaissance
- Château de la Hierce aus der Zeit Franz I., 16. Jahrhundert[6]
- Stadtmauerreste (Tor und Rundturm)
- Taubenturm des Manoir du Chatenet

Auf Grund seines noch sehr intakten mittelalterlichen Stadtbildes ist Brantôme ein beliebtes Touristenziel im Périgord.

## Photogalerie

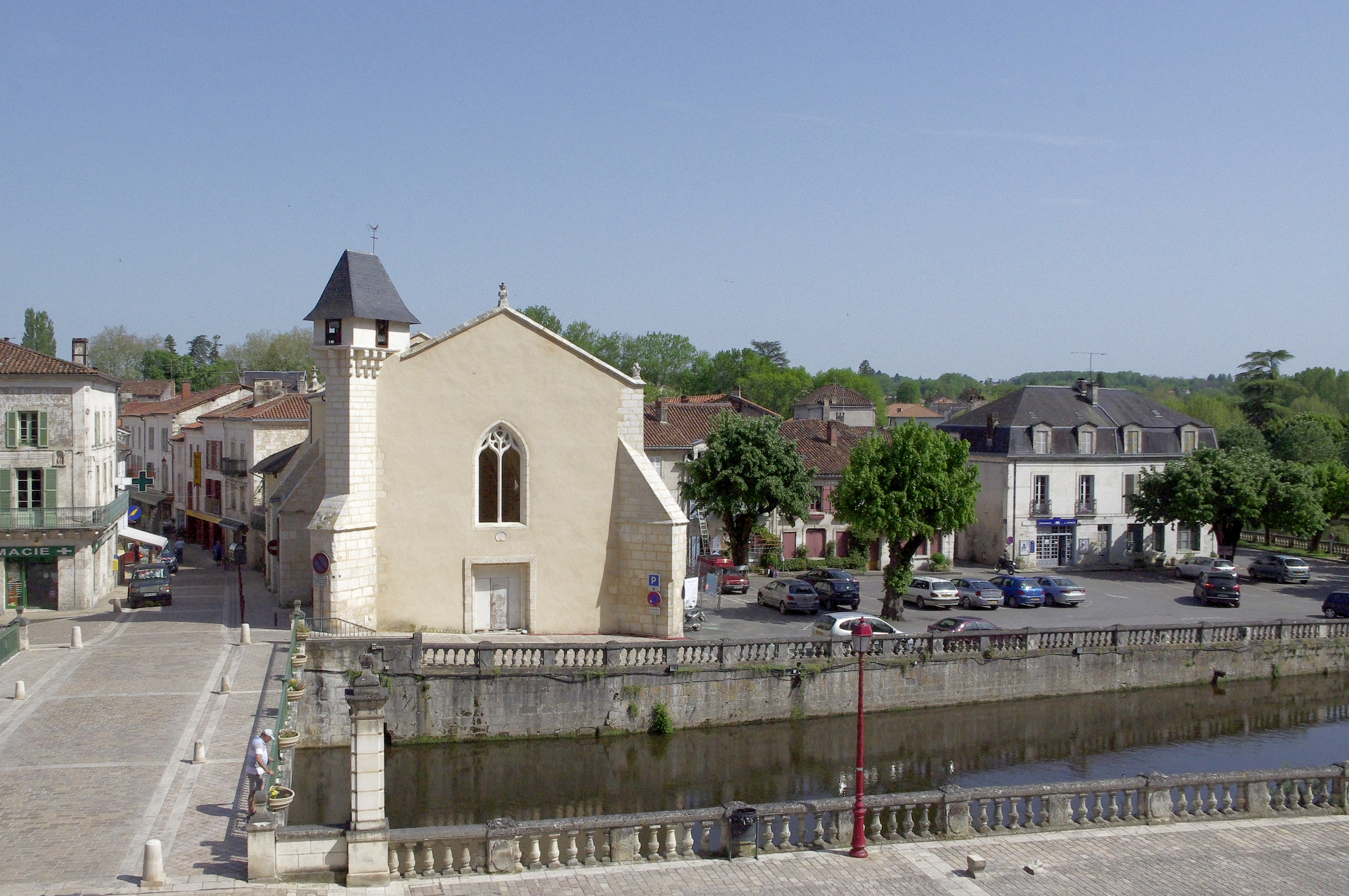
Die Kirche Notre-Dame in Brantôme
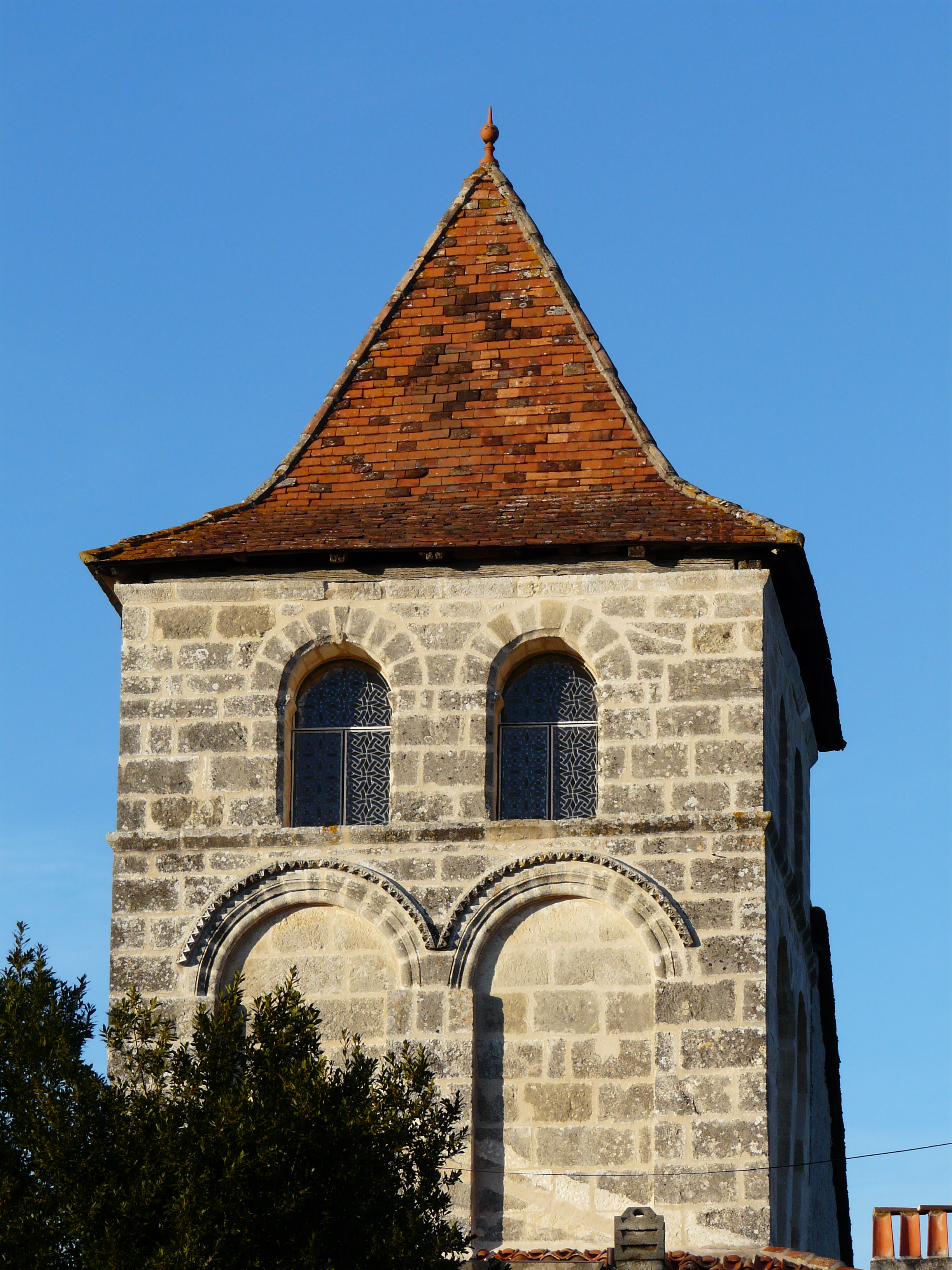
Kirchturm von Saint-Pardoux-de-Feix
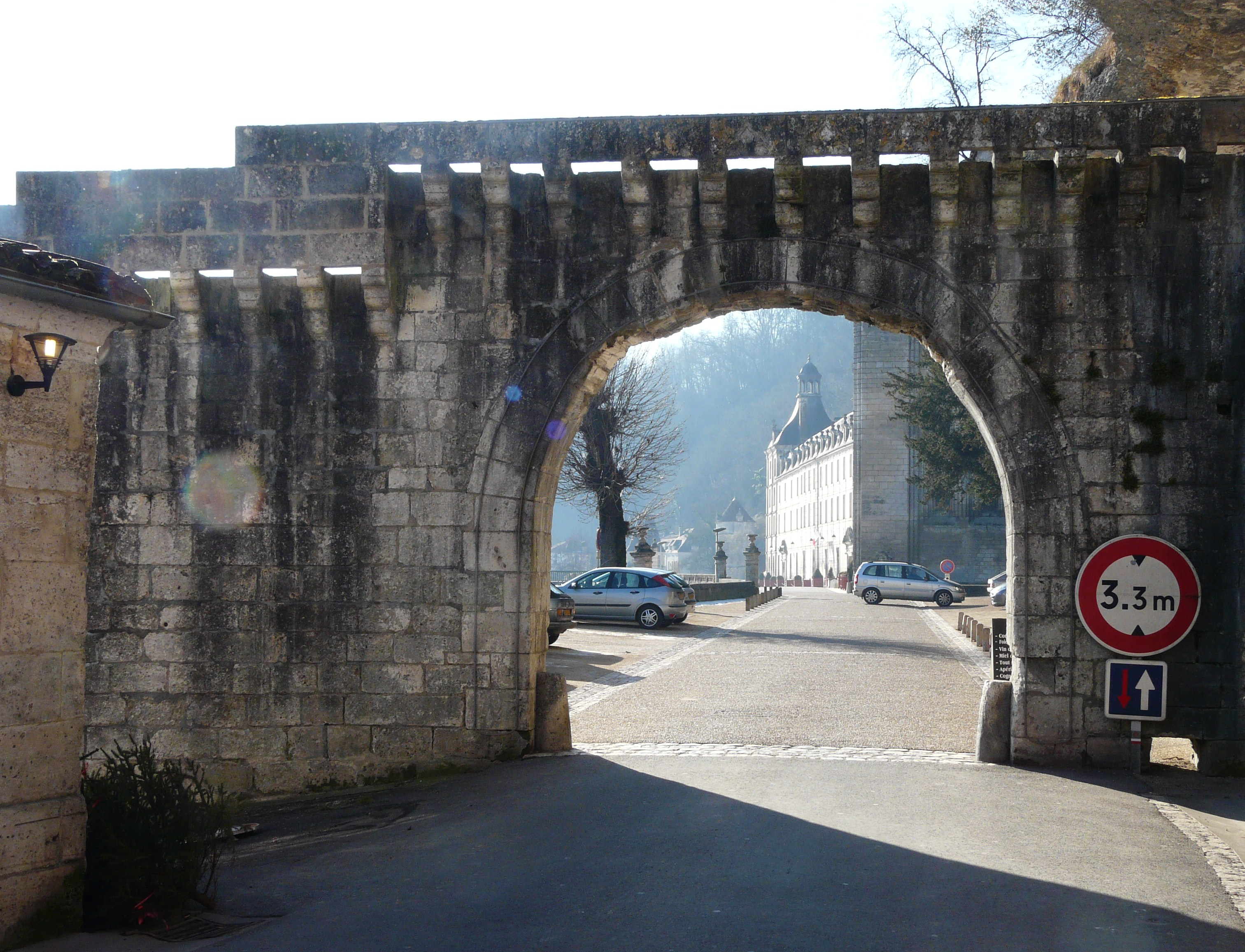
Stadttor Porte des Réformés
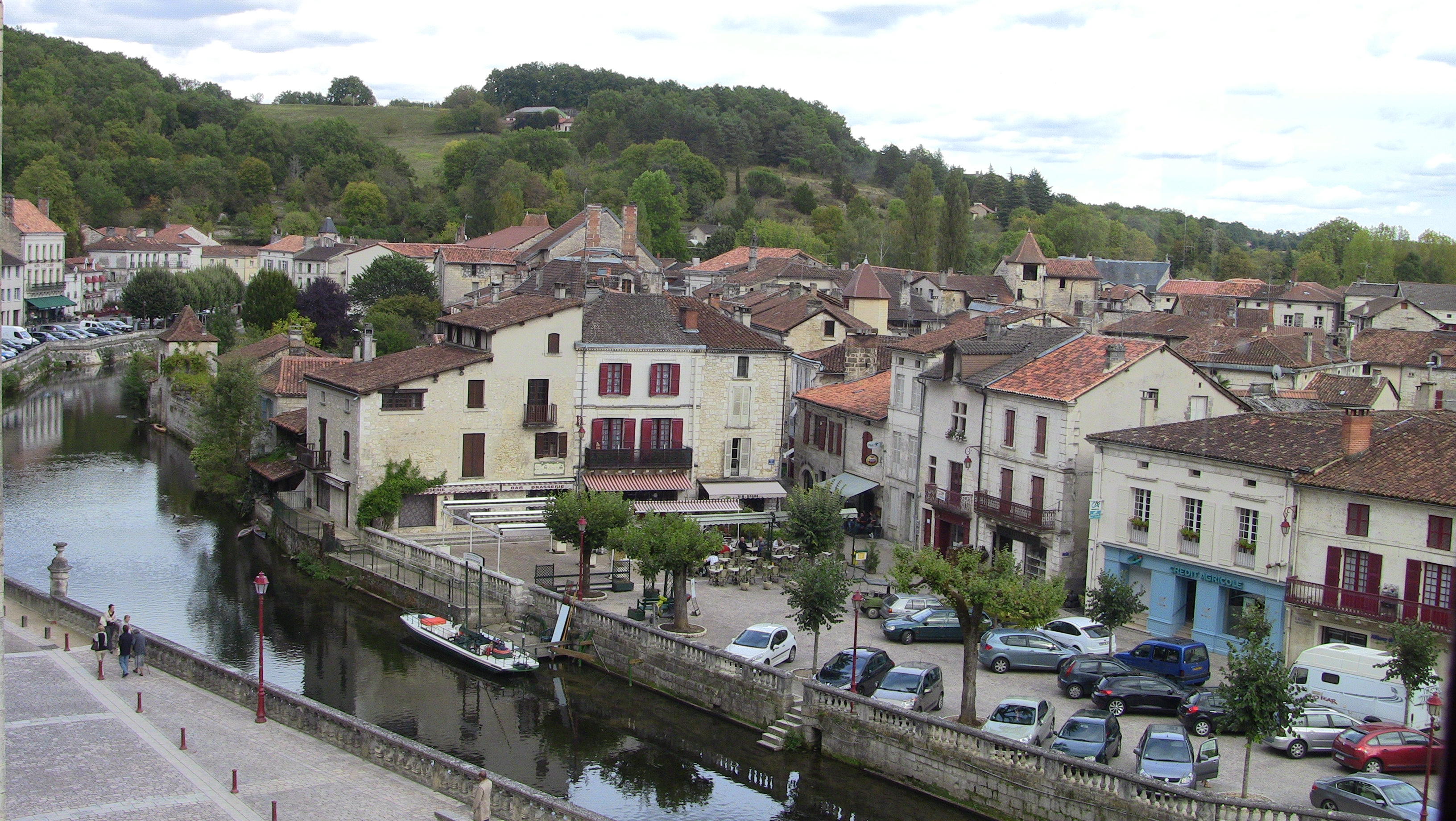
Stadtansicht mit Marktplatz Place du Marché
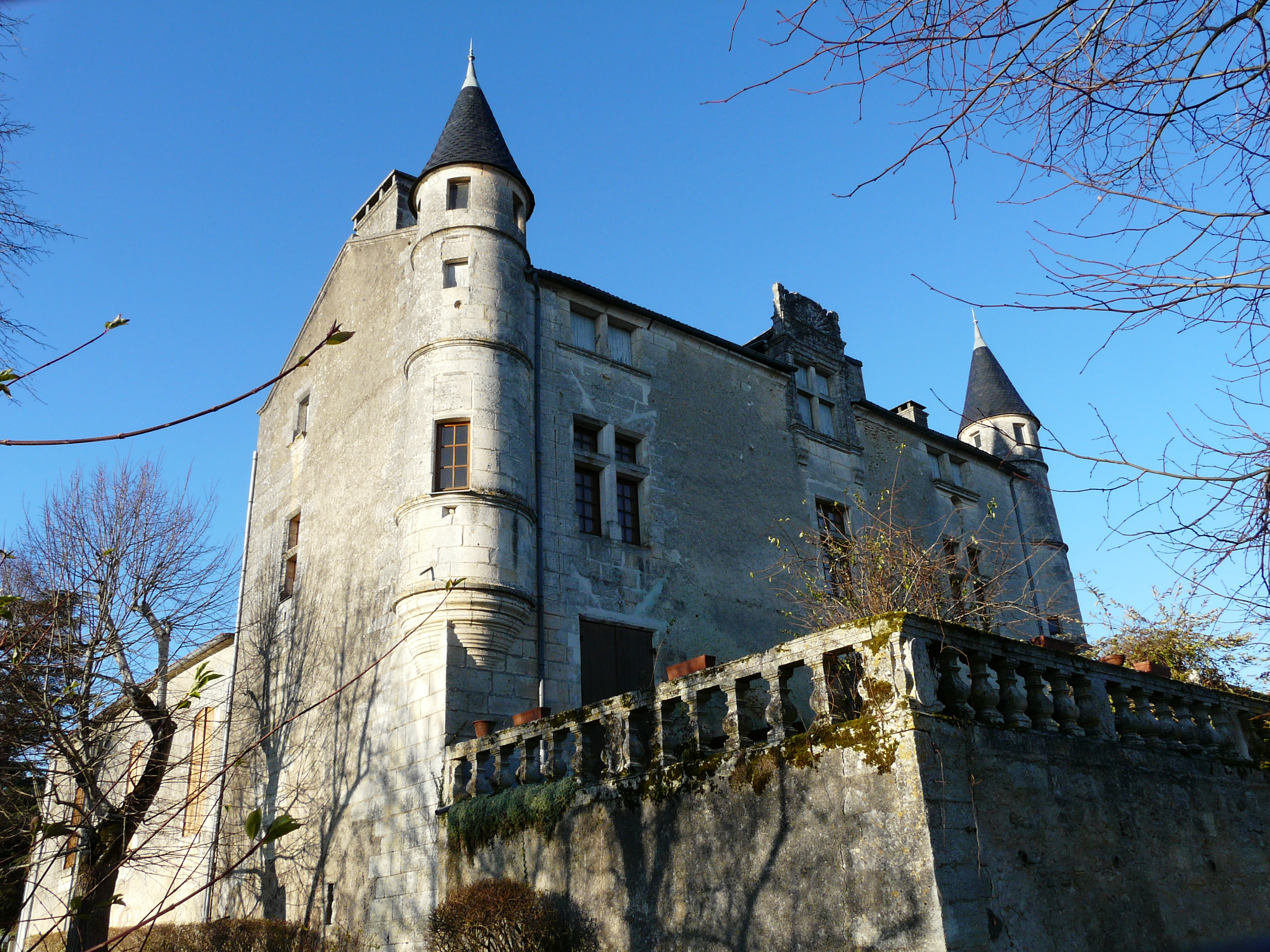
Das Schloss Château de Puymarteau
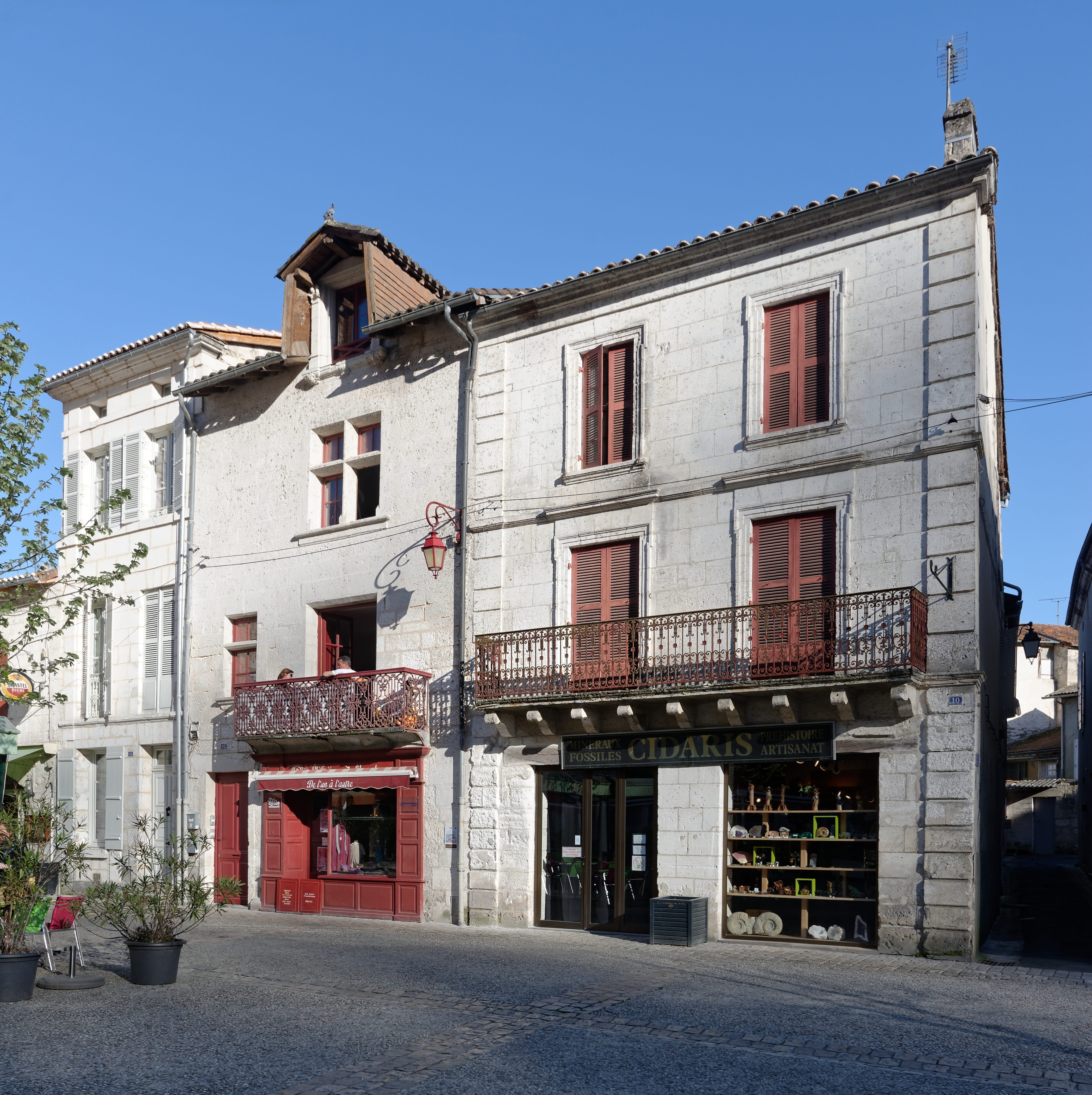
Stadthäuser am Place du Marché
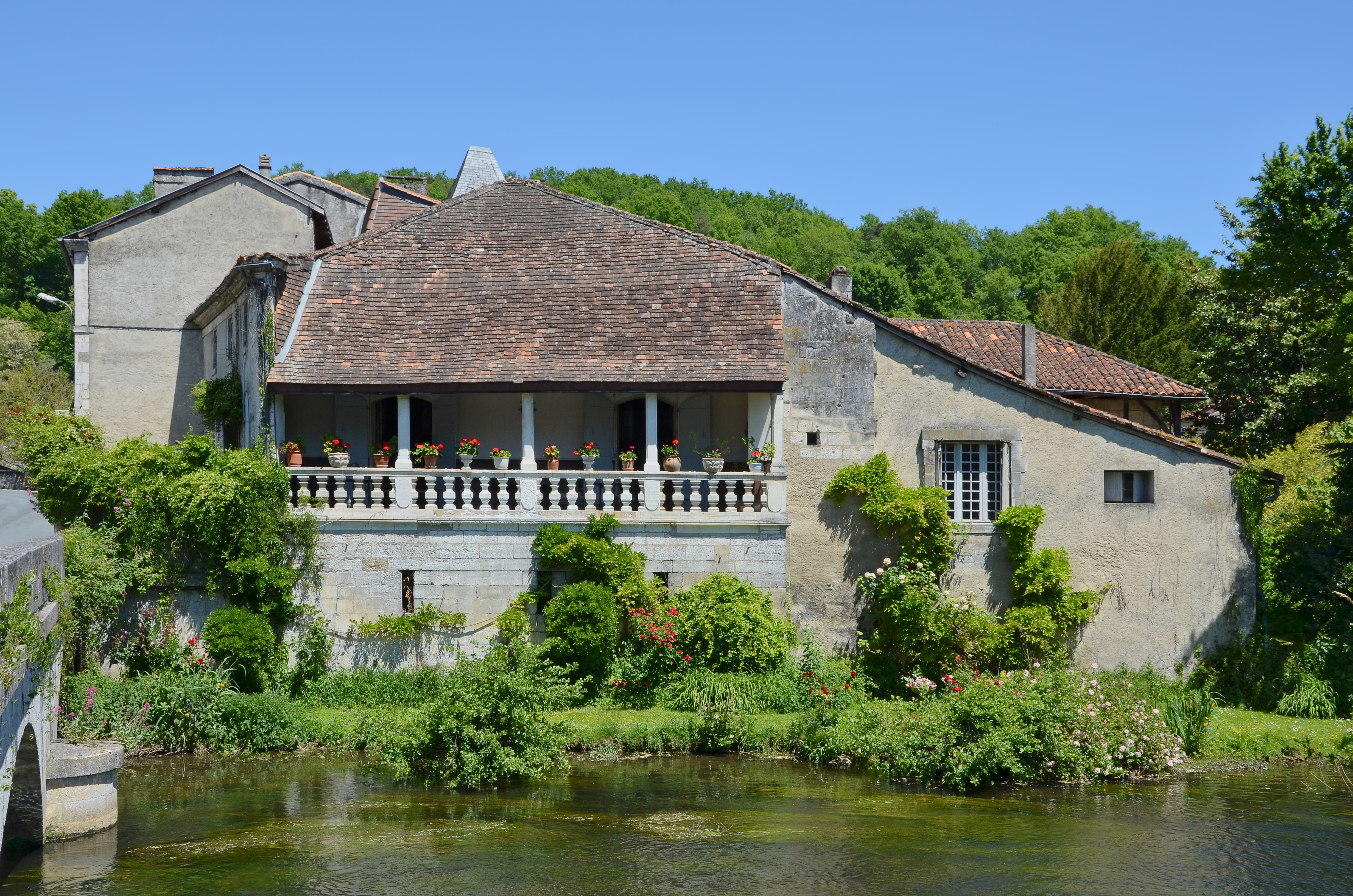
Haus mit Galerie aus dem 18. Jahrhundert an der Dronne
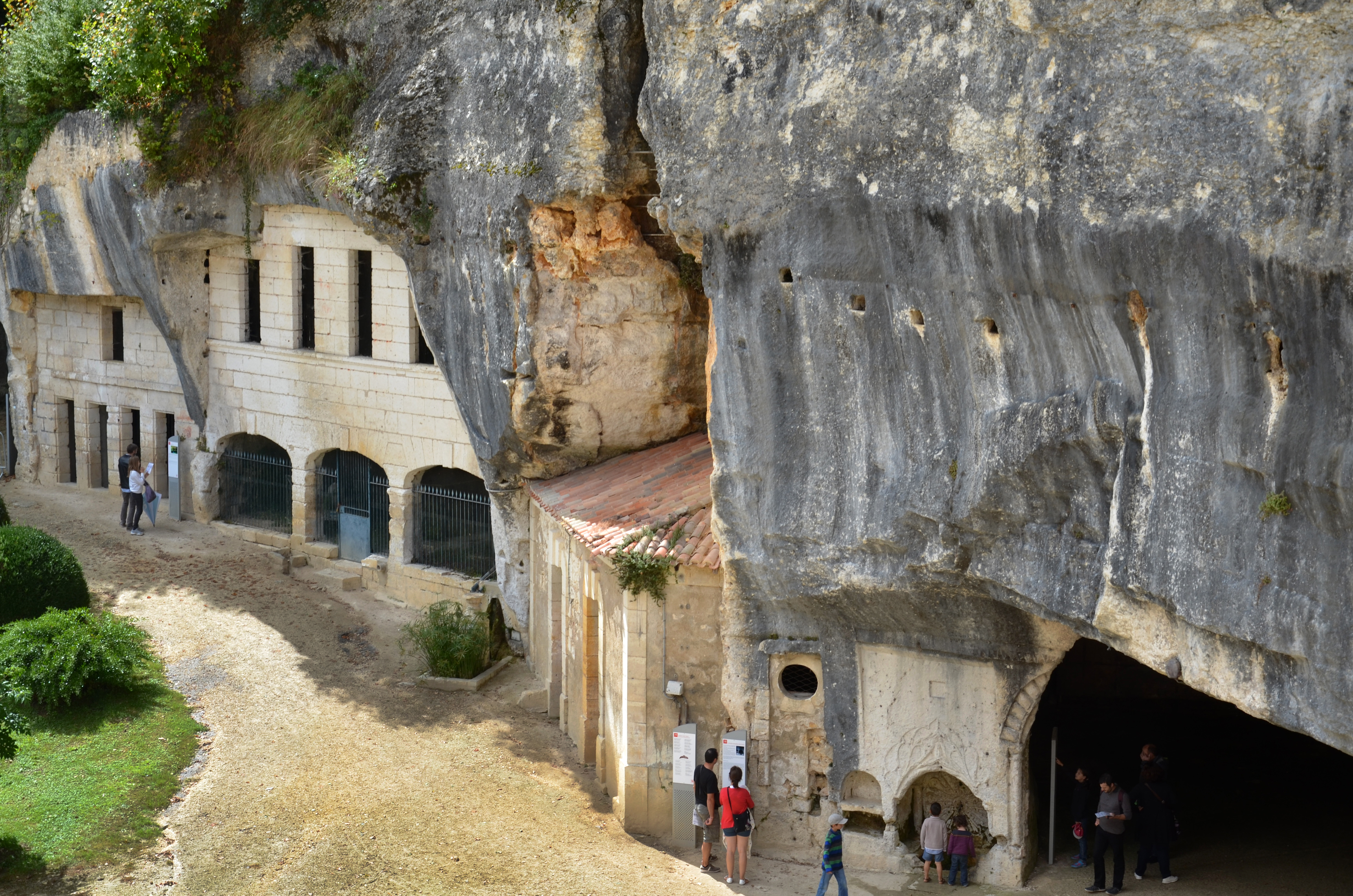
Überreste des in den Felsen gearbeiteten ersten Benediktinerklosters aus dem 8. Jahrhundert
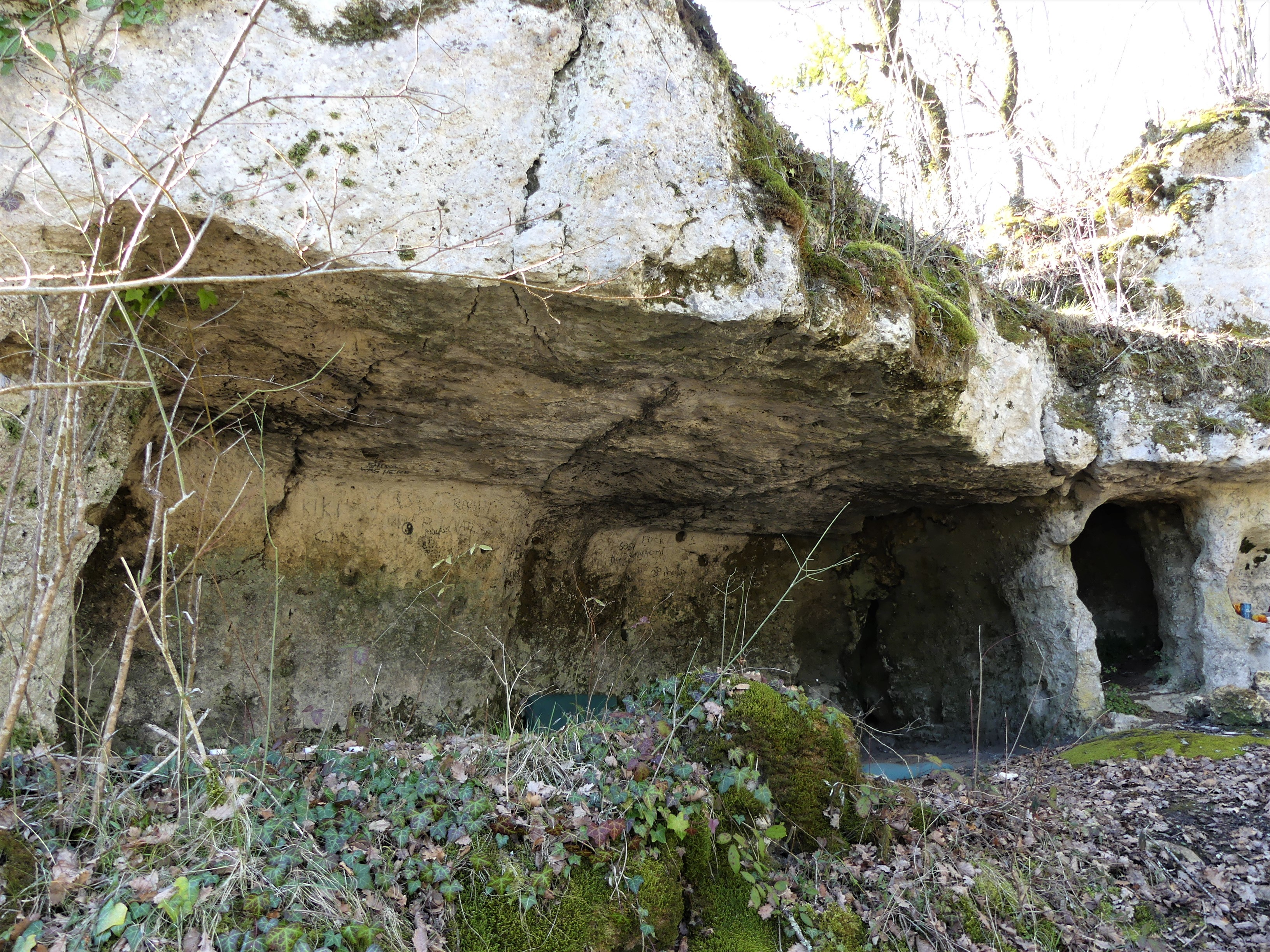
Cluzeau Chambrebrune – ausgebauter ehemaliger Abri
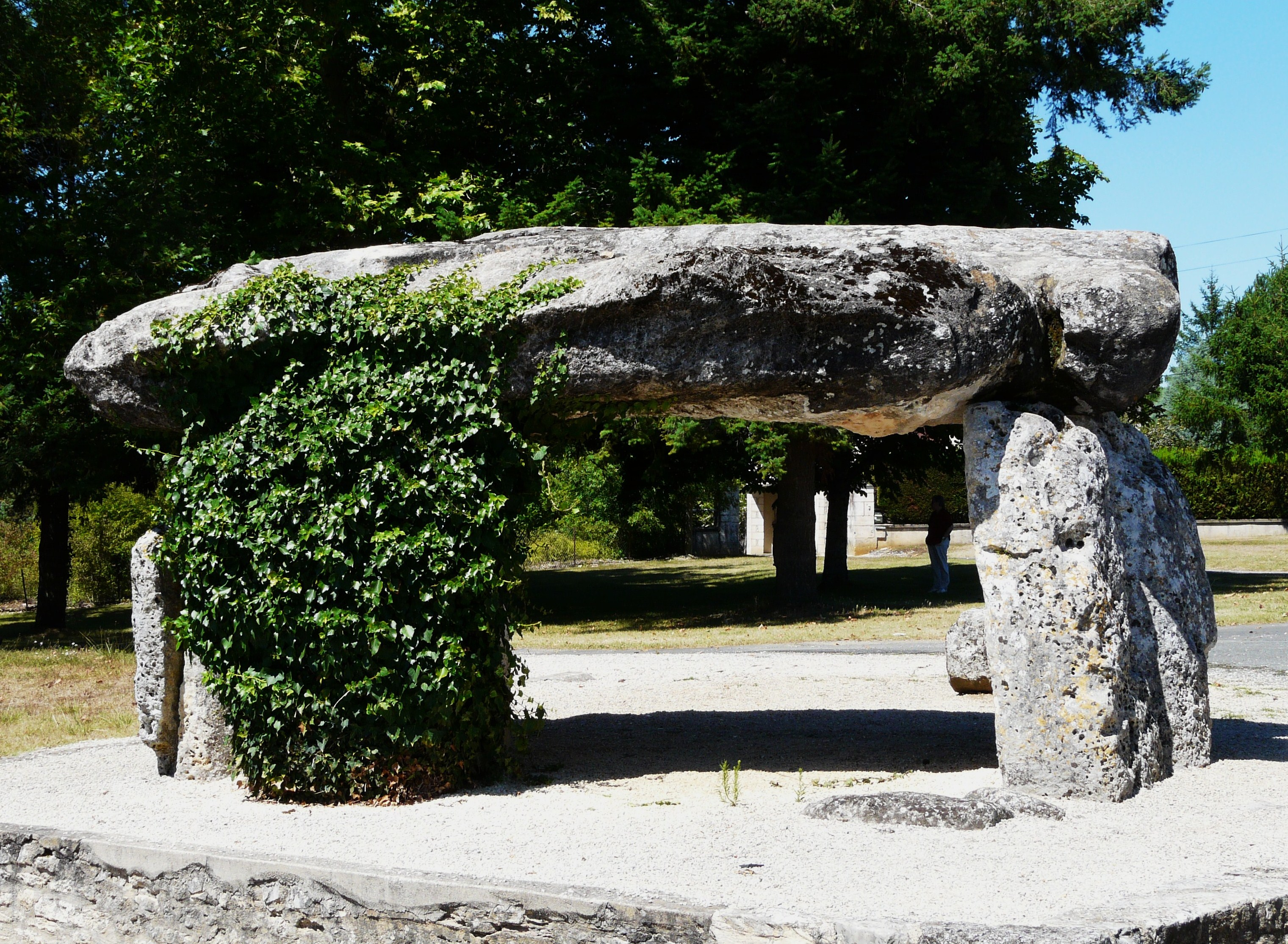
Dolmen von Peyrelevade
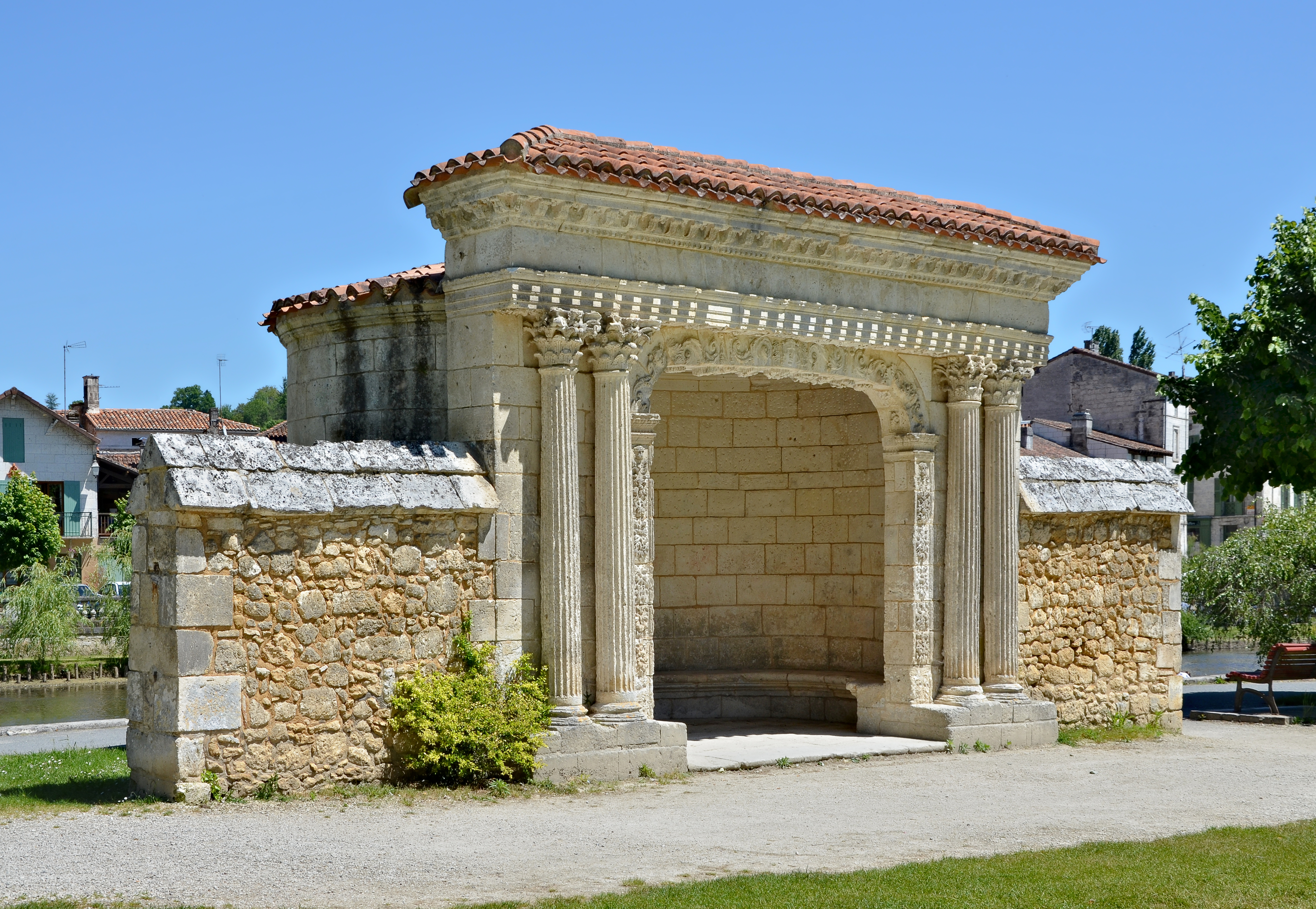
Prozessionsaltar aus dem 16. Jahrhundert im Jardin des moines
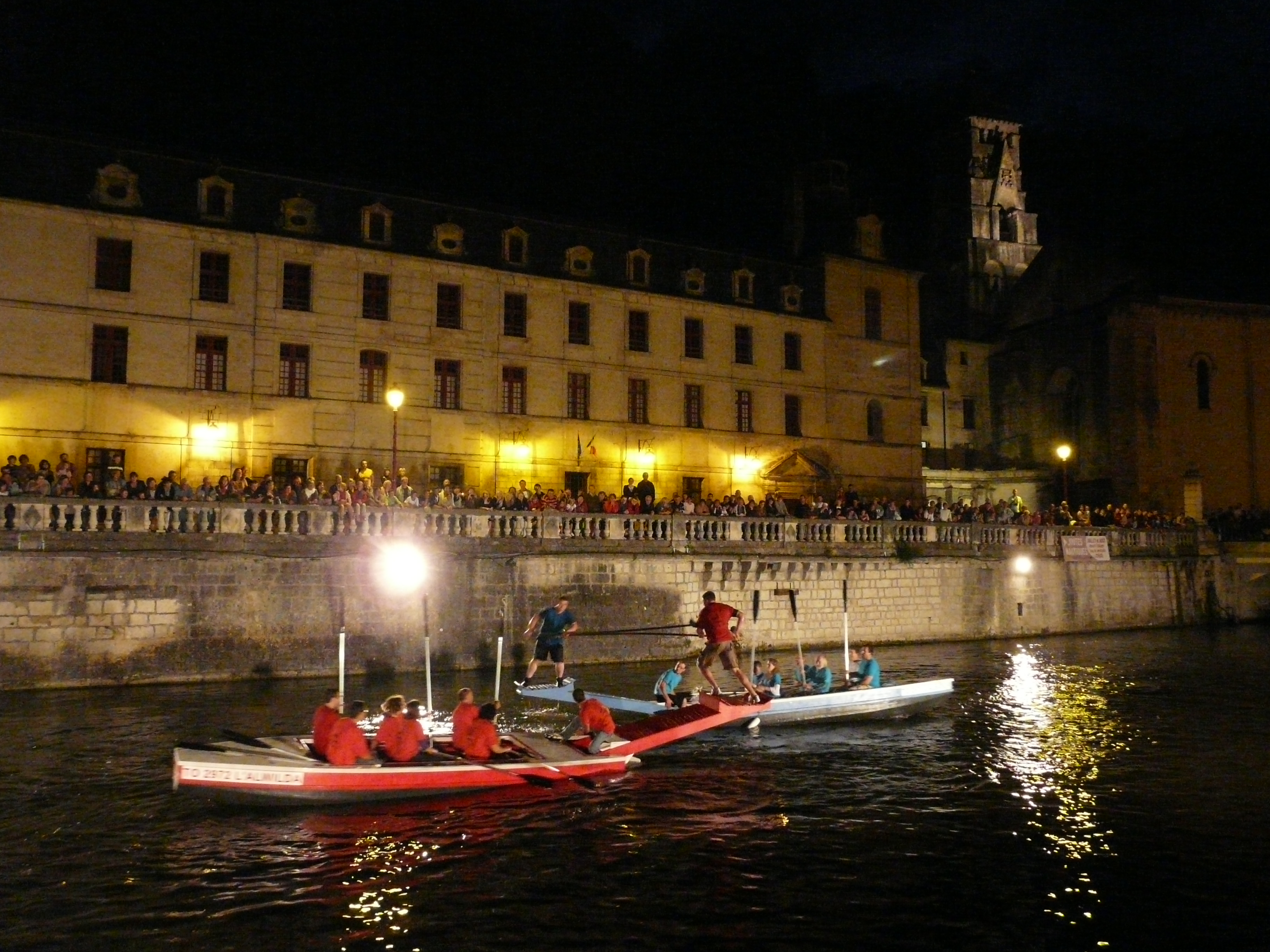
Nächtliches Fischerstechen auf der Dronne